# Cuisson du riz
Les trois techniques de cuisson du riz sont : à l'eau, à la vapeur, au gras. Elles varient avec les espèces et variétés de riz et les usages culinaires .

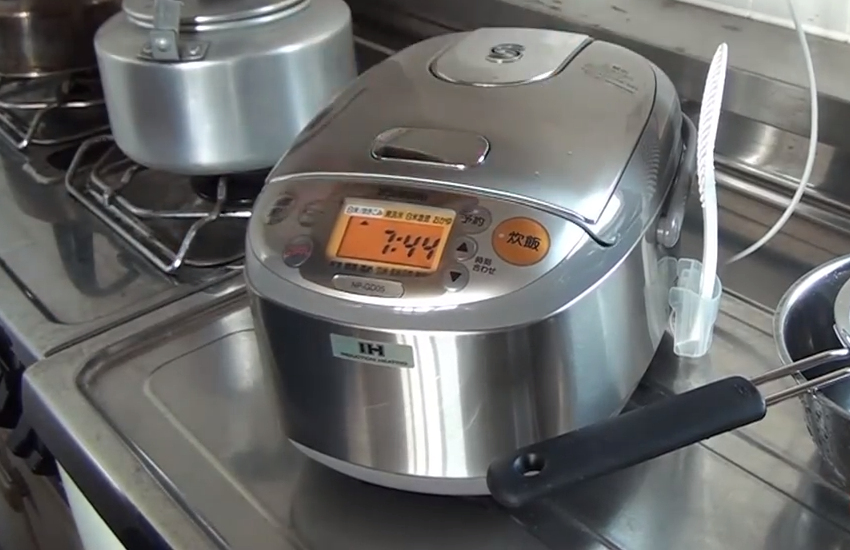
la cuisson contrôlée du riz dans un cuiseur à riz est devenue usuelle : elle donne un excellent résultat et le meilleur rendement énergétique

## Préalables à la cuisson et traitements post-cuisson

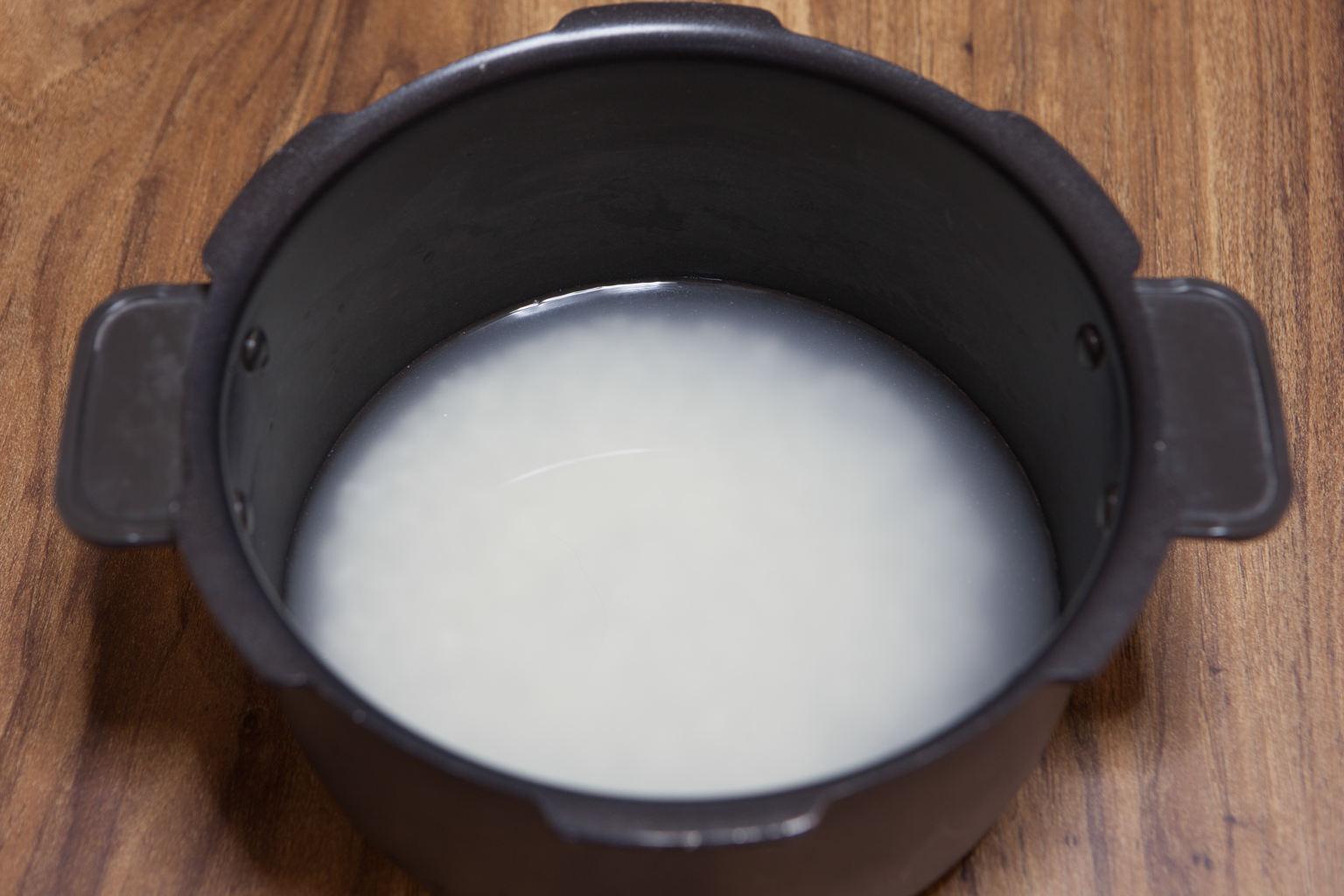
Eau de lavage du riz :

### Le lavage
Le lavage du riz consiste à le remuer brièvement et doucement — en général deux ou trois fois — dans plusieurs eaux froides jusqu'à obtenir une dernière eau claire,. Cet usage est généralisé en Asie, systématique au Japon pour le gohan, riz à l'eau japonais.
Le riz étuvé, les riz parfumés et le riz glutineux ne se lavent pas,. Le lavage élimine d'une part les poussières de polissage, une petite fraction des nutriments hydrosolubles et moins de 1 % de l'amidon, et permet d'obtenir une texture collante à souhait,,.  
On lave le riz en préférant une eau pure qui lui donne l'odeur de neige .

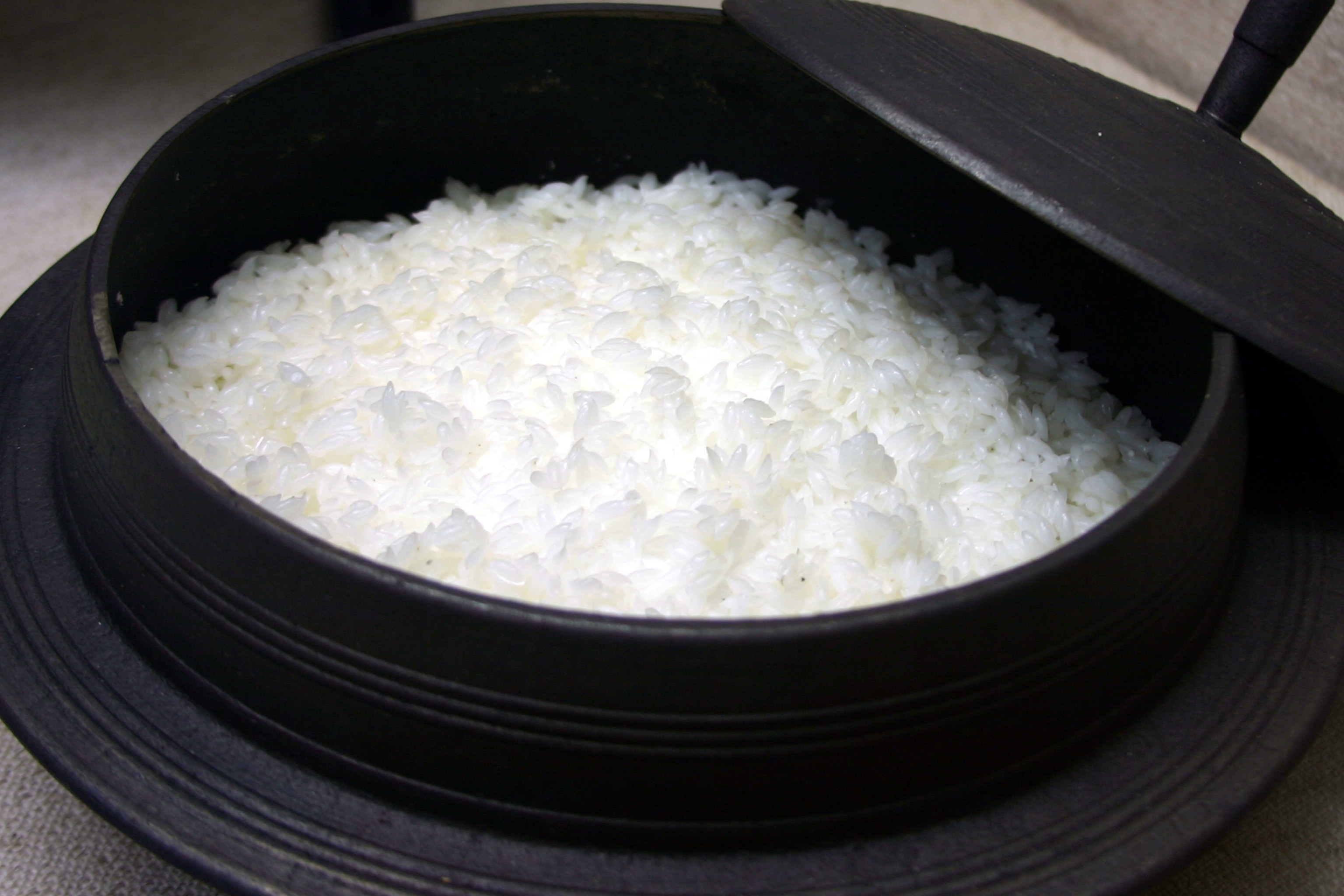
Riz blanc cuit juste collant, idéal pour être mangé avec des baguettes

### Le trempage
Le trempage du riz pendant 30 minutes dans une eau dont la température est inférieure à 60 °C est pratiqué au Japon et en Corée . Il a pour objet d'augmenter l'humidité du riz ce qui raccourcirait le temps de cuisson et rendrait le riz brun plus digeste ,. Il est démontré que le riz brun absorbe effectivement plus rapidement l'eau au trempage que le riz blanc sur lequel le trempage a un effet de lessivage de nutriments ,. Le trempage du riz brun le rend moins digeste et plus dur selon une publication coréenne (2009) . Une étude comparative réalisée en 2008 sur onze riz blancs différents a montré que le trempage n'améliore pas le goût, mais au contraire libère des composés soufrés désagréables et réduit le goût sucré . Le trempage du riz réduit de 17 % les phytates qui sont un facteur antinutritionnel des céréales (perturberaient la digestion), pour limiter la perte de minéraux lessivés par le trempage le riz est cuit dans son eau de trempage . 
Le trempage dans une eau alcaline augmente le caractère collant du riz non gluant . Le trempage du riz glutineux est souvent conseillé pour améliorer sa saveur, les temps de trempage recommandé pour ce riz vont de 2 heures à une nuit . 
Le trempage raccourcit la durée de cuisson de riz blanc, il est considéré comme un facteur secondaire d'économie d'énergie .
La dynamique du trempage sous différentes pressions ainsi que l'étuvage est un domaine de recherche actif car ces techniques sont utilisées dans la production des riz précuits ,,.

### Blanchir le riz
« Pour les entremets, le riz doit toujours être blanchi » écrit Urbain Dubois . Il s'agit ici du terme culinaire et non du blanchiment du riz brut par abrasion de son péricarpe. L'opération consiste à mettre le riz lavé dans une casserole d'eau froide souvent salée, porter à ébullition quelques minutes (10 minutes chez Viard, 5 chez Dubois, 2 chez Escoffier), le riz est ensuite égoutté puis cuit dans un liquide approprié (bouillon de bœuf, de volaille, etc.), c'est typiquement le cas du riz au lait classique qui se fait en 2 temps pour être moelleux ,,. Le riz ainsi blanchi a une capacité accrue d'absorber son liquide de cuisson qui irait jusqu'à 10 fois son volume, et de donner un riz moelleux vite cuit, sauter cette étape exigera une cuisson plus longue et le grain ne sera pas si velouté autrement dit imprégné de façon homogène jusqu'au centre . 
Il a été démontré que l'absorption de l'eau par le grain de riz est optimale à la température d'ébullition, indépendamment de la présence de cellulose, la teneur du riz en eau après ébullition de 1 à 5 minutes atteint 20 à 30 % de son poids ,,. Les propriétés fonctionnelles du riz : capacité de dispersion, capacité d'absorption d'eau, pouvoir de gonflement, solubilité et indices de couleur sont significativement (p <0,05) améliorées par le blanchiment . Toutefois, le blanchiment doit être bref sous peine de diminuer l'arome du riz et le lavage des nutriments ,.

### Traitements post-cuisson
Les cuissons confinées de riz non glutineux se terminent par 2 opérations : 
- L'aération de la masse de riz cuite en remuant et soulevant délicatement le riz avec une spatule mouillée, elle rend le riz moelleux [30],[31].
- Le riz cuit aéré demande un temps de repos de 5 à 10 minutes avant consommation [32].

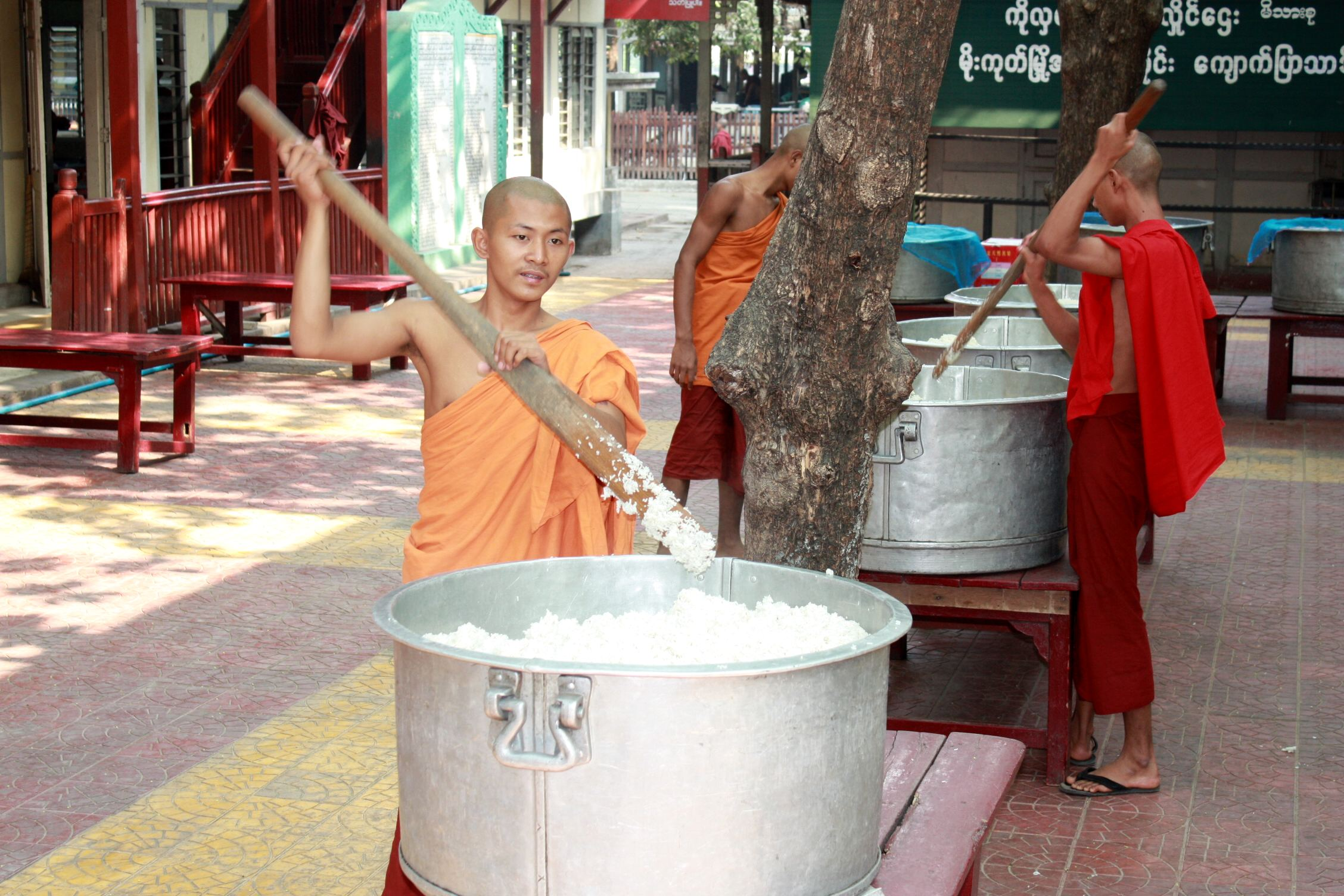
cuisson du riz en Birmanie

## La cuisson
De nombreux paramètres interviennent dans la cuisson du riz : la composition du cultivar de riz, son âge, l'eau, la méthode de cuisson, la durée, la température, la pression : il est important de lire les recommandations indiquées sur le paquet de riz et de bien choisir le riz qui correspond à ce qu'on veut servir.

### Les modes de cuisson
Il en existe 3 : 
1. à l'eau, au bouillon ou au lait. La quantité de liquide par rapport à la quantité de riz varie de 1 pour 1 à 2 pour 1, voire davantage dans le cas des arroz portugais, riz à l'indienne, à la créole ou à l'anglaise. On distingue traditionnellement : 
  - le court mouillement ou le liquide de cuisson est juste le nécessaire au gonflement du riz, 1 pour 1 avec un riz blanc, selon certains auteurs l'eau doit arriver 1 cm au-dessus du riz [34].
  - le grand mouillement avec au moins 2 fois le volume du riz, une cuisson de 15 minutes [35]. Le riz gluant est cuit dans 2 à 3 fois son volume d'eau. À la Réunion et en Guyane le riz est plus souvent cuit à 1,5 fois son volume. Le riz gluant sucré se cuit au lait de coco.
  - le congee, bouillies qui cuit dans de grandes quantités de liquide.
2. à la vapeur. Le passage à la vapeur sert à l'étuvage du riz, il est pratiqué dans l’industrie et chez les Soninkés [36]. La durée de cuisson à la vapeur doit être précise pour que le riz ne perde pas son gout [35]. La cuisson à la vapeur est typique des riz glutineux d'Asie du Sud.
3. au gras, c'est-à-dire rissolé dans un corps gras avant cuisson à l'eau ou au bouillon. Et à l'inverse le riz frit est un riz cuit à court mouillement, sauté ensuite dans corps gras chaud [37].

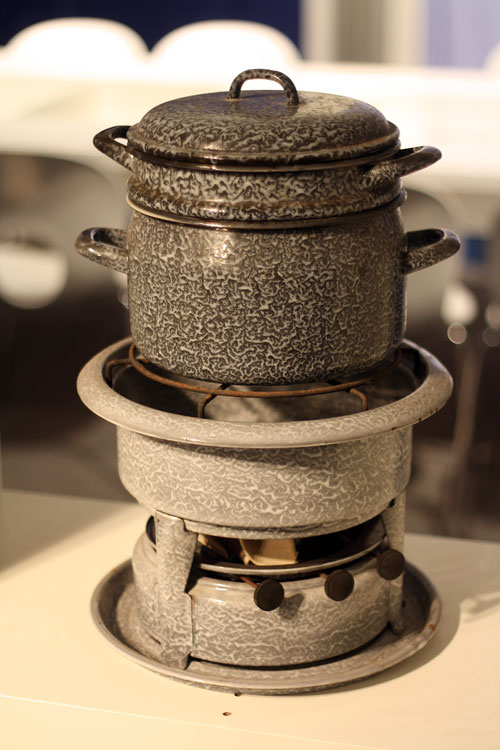
Cuiseur à riz vapeur hollandais sur un modèle indonésien (festival eurasien Tong Tong Fair 2012)

En Chine, on distingue les cuissons selon la teneur en eau après cuisson : le riz à l'eau à court mouillement non liquide et le riz liquide. La méthode classique de cuisson y est le grand mouillement (2 volumes d'eau pour 1 de riz), l'ajout de saindoux dans la cuisson rend le riz mou, l'ajout de quelques gouttes de vinaigre le rend plus blanc, enfin le lavage du riz suivi d'un trempage du riz pendant 30 minutes avant cuisson sont recommandés[réf. nécessaire].   
Le congee cuit dans 5 à 20 fois son volume de liquide. Au Japon, ces bouillies de riz sont classées selon le niveau d'eau ajoutée lors de la cuisson : 全粥 bouillie entière avec eau égale à 5 fois le volume de riz, 七分粥 bouillie au 3/4 avec eau égale à 7 fois le volume de riz , 五分粥 bouillie en 5 avec eau égale à 10 fois le volume de riz et 三分粥 bouillie Sanbu, avec eau égale à fois 20 fois le volume du riz .

### Importance d'une bonne cuisson

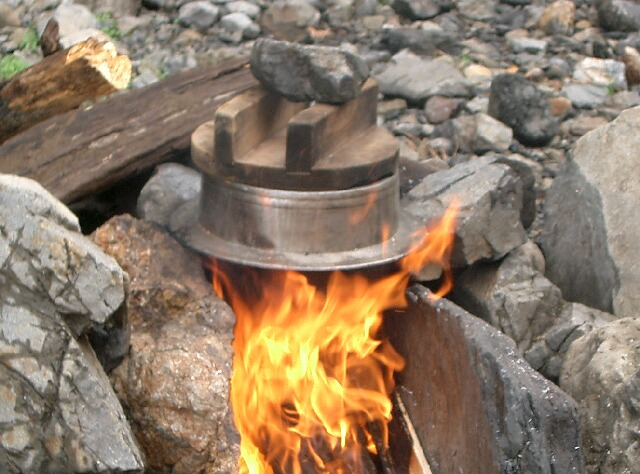
cuisson traditionnelle du riz au Japon

#### Objectif de la cuisson
La cuisson a pour but :
1. d'augmenter la teneur en eau du riz sec, on considère que le riz cuit a une texture optimale entre 56 et 68 % d'eau, au-delà il devient mou[39] .
2. de gélatiniser l’amidon (présent sous forme d’amylose et d’amylopectine — qui ne cuisent pas à la même vitesse — en proportion variable selon les riz) pour le rendre digeste.

La texture est liée au contenu en amylose : la FAO écrit « la teneur de l'amidon de riz en amylose est le principal facteur de qualité à la consommation. Elle est directement en corrélation avec l'augmentation de volume et l'absorption d'eau pendant la cuisson et aussi la dureté, la blancheur et la matité du riz cuit ». Les consommateurs préfèrent les riz longs, le riz glutineux qui ont peu d'amylose : il ne se dilatent pas, restent brillant, ferme après cuisson, même si elle est excessive.
D'autre part, c'est pendant la cuisson que se développent les arômes du riz .
Même si la provenance est déterminante on admet une relation entre la taille du grain et l'utilisation en cuisine : 
- grain long (moelleux, donc à éviter pour les cuissons au gras) durcit quand il est froid, ne convient pas aux salades,
- grain moyen légèrement collant parfait au gras mais pas à l'eau bouillante car il éclate,
- grain rond toujours tendre, au gras et recettes froides (sushi) [42].

#### La cuisson à point
Suffisante mais non excessive pour obtenir la texture, la fermeté et la couleur désirées, adaptée à la variété de riz cuisinée et à la recette choisie, la juste cuisson est affaire de précision surtout quand le riz cuit en milieu confiné ne peut pas être goûté. Ces contraintes limitent la possibilité de co-cuisson du riz avec les accompagnements qui ont des durées et des températures de cuisson différentes comme les œufs, les crustacés, les viandes, etc. 
La tendance à cuire séparément les aliments servis avec le riz est dominante en Birmanie. Le riz seul est servi au centre de la table . La co-cuisson se fait pour des légumes au temps de cuisson comparable à celui du riz : le riz à la portugaise cuit avec huile d'olive, tomate, oignon et poivron doux . En revanche, pour le riz à l'anglaise les petits pois cuits séparément sont ajoutés après cuisson du riz . D'où le succès généralisé des riz frits où le mélange des accompagnements est réalisé après cuisson séparée par un passage au wok, le riz cantonais par exemple exige 3 cuissons séparées : le riz, les œufs, les légumes et le jambon.
La cuisson du riz à la vapeur permet de le parfumer en additionnant par exemple du thé à l'eau qui vaporise[réf. nécessaire].

### Température de cuisson
Une étude indienne a montré d'une part de fortes différences dans les durées de cuisson des variétés et l'âge du riz et que la durée de cuisson est corrélée à la température de gélatinisation de l'amidon qui est très variable de 55 °C à 79 °C soit 55 °C à 68,9 °C selon les riz. La température de cuisson est déterminante dans cette transformation . Les riz sont classés faible (55 °C à 69 °C, 55 °C à 68,9 °C), intermédiaire (70 °C à 74 °C, 70 °C à 73,9 °C) et élevé (> 74 °C, >73,9 °C) . La plage de température ne saurait excéder 110 °C, soit 230 °C. Mais la température n'influe pas uniquement sur le niveau de cuisson, car des températures élevées modifient la couleur et l'aspect du riz .      

L'avantage des cuiseurs de riz est de régler avec précision les températures de cuisson pour les différents riz et en fonction de la durée de cuisson souhaitée (modes rapide, normal et spécial) .     

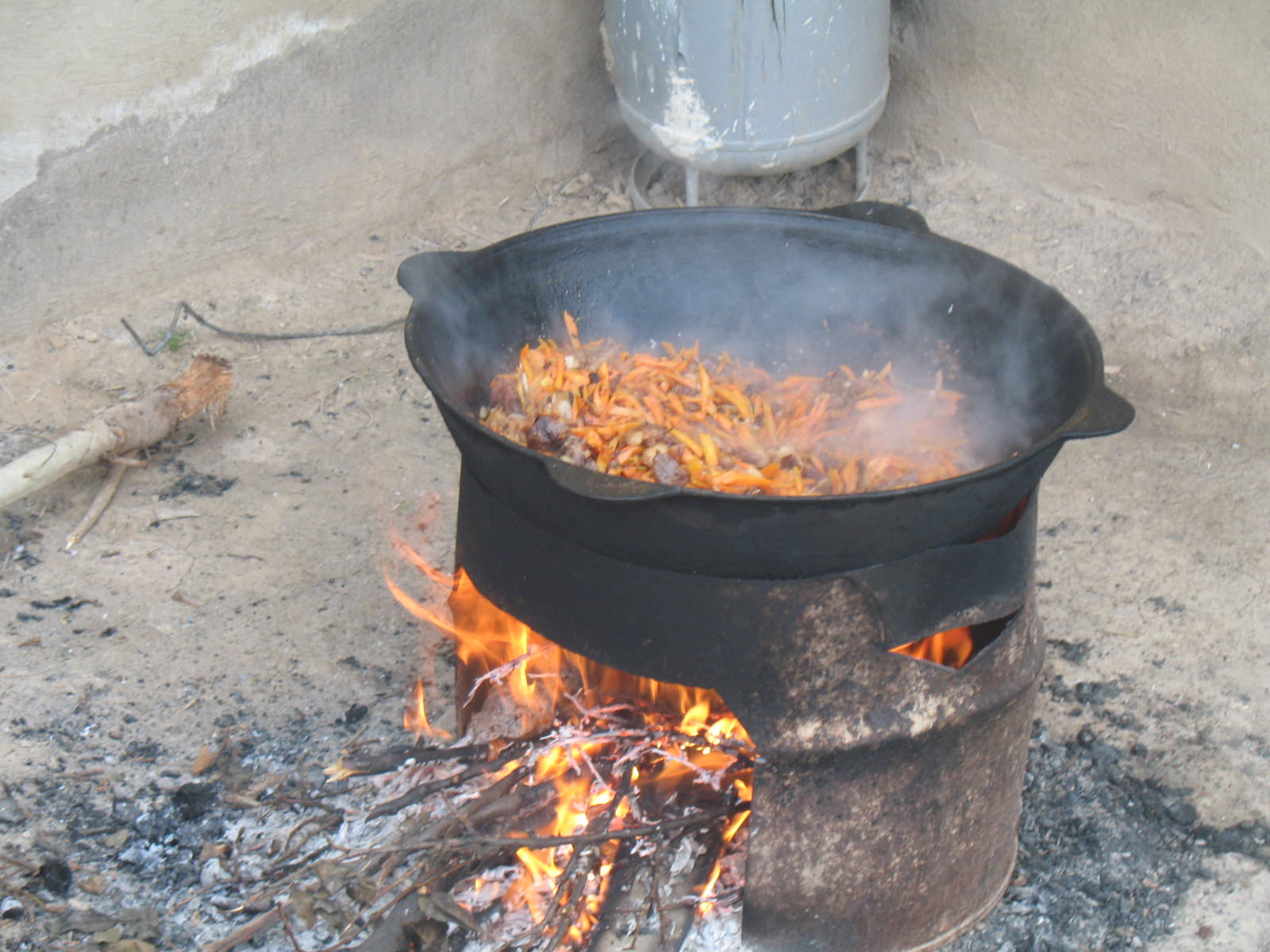
cuisson d'un pîlaf au Tatarstan

### Durée de cuisson
« En général on peut se baser sur 18 à 20 min d’ébullition, sauf pour certaines préparations » écrit Auguste Escoffier dans sa monographie Le riz . Il poursuit « les italiens aiment le riz peu cuit, le temps de cuisson pour un bon rizotto varie entre 14 et 16 min » . 
La cuisson à la vapeur uniformise la température dans les grains de riz, ce qui est important — dit-on au Japon — pour faire ressortir l'umami. S'il est trop cuit, il devient gluant sans goût. Une étape importe est l'hogushi ほぐし qui consiste à séparer les grains de riz chauds avec une spatule pour une diffusion parfaite de l'humidité, elle donne un riz brillant et parfumé . 
En cocotte le riz brun ou sauvage : 40 à 45 min, le riz étuvé 25 min, le riz blanc 15 min, le riz précuit 5 min.
Avec un cuiseur à riz : riz blanc 50 à 60 min, riz blanc cuisson rapide 35 à 50 min selon les quantités, riz grain rond — riz à sushi, riz sucré 50 à 60 min, riz brun 1 h 25 min à 1 h 45 min, riz complet germé GABA 3 h 15 min à 3 h 35 min . La bouillie de riz (congee, canja) se cuit 1 h 30 min pour une texture épaisse, et 2 h pour une texture liquide ,.
En autocuiseur (vapeur sous pression) le temps de cuisson est réduit à 25 à 40 min pour le riz complet, 8 min pour le riz blanc ,.

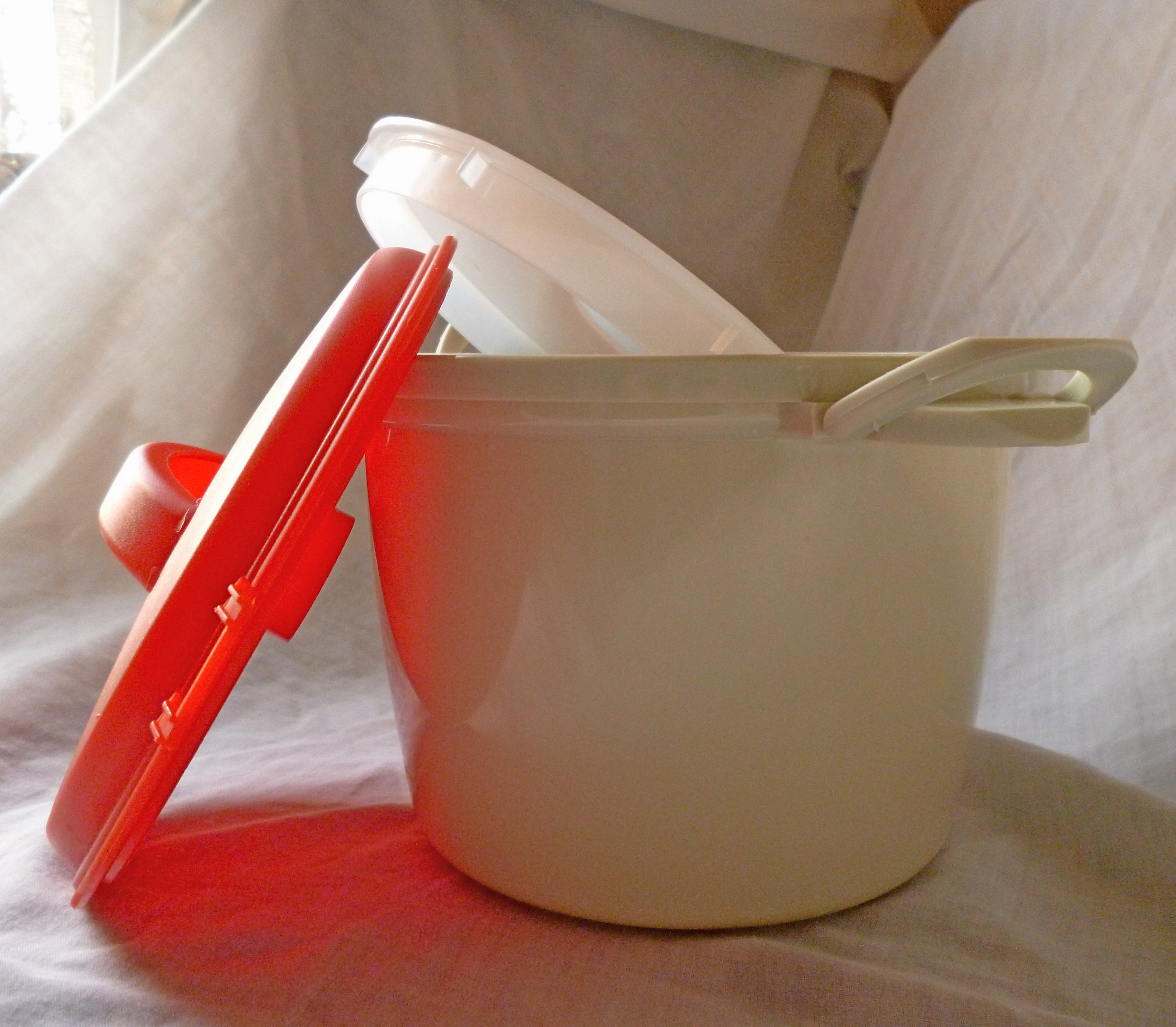
Pots pour la cuisson du riz au four micro-ondes

### Ustensiles de cuisson
- Le cuiseur à riz électrique est devenu l'ustensile de cuisson dominant chez les ménages dont le riz est l'aliment de base, comme chez les professionnels. Il est généralisé, en premier lieu en Asie-Pacifique. Le marché mondial, très dynamique, est tiré par les cuiseurs multifonctionnels [57],[58],
- en second, la cocotte en fonte est la plus utilisée de par le monde pour les cuissons du riz [59],[60]. Sa version coréenne traditionnelle est le 가마솥 (Gamasot) [61].
- La cuisson à la vapeur qui se fait dans un cuiseur à étage ou à panier et de même la cuisson en papillote. En Asie le panier de bambou chinois 蒸籠 (Zhēnglóng), japonais 蒸籠 (Seirō) est largement utilisé.
- Le four micro-onde, dans un récipient couvert le riz et le liquide de cuisson sont d'abord soumis jusqu'à ébullition à la puissance maximale puis mis à cuire 15 min (pour 250 g de riz) à puissance moyenne [62].

#### Cuisson et économie d'énergie

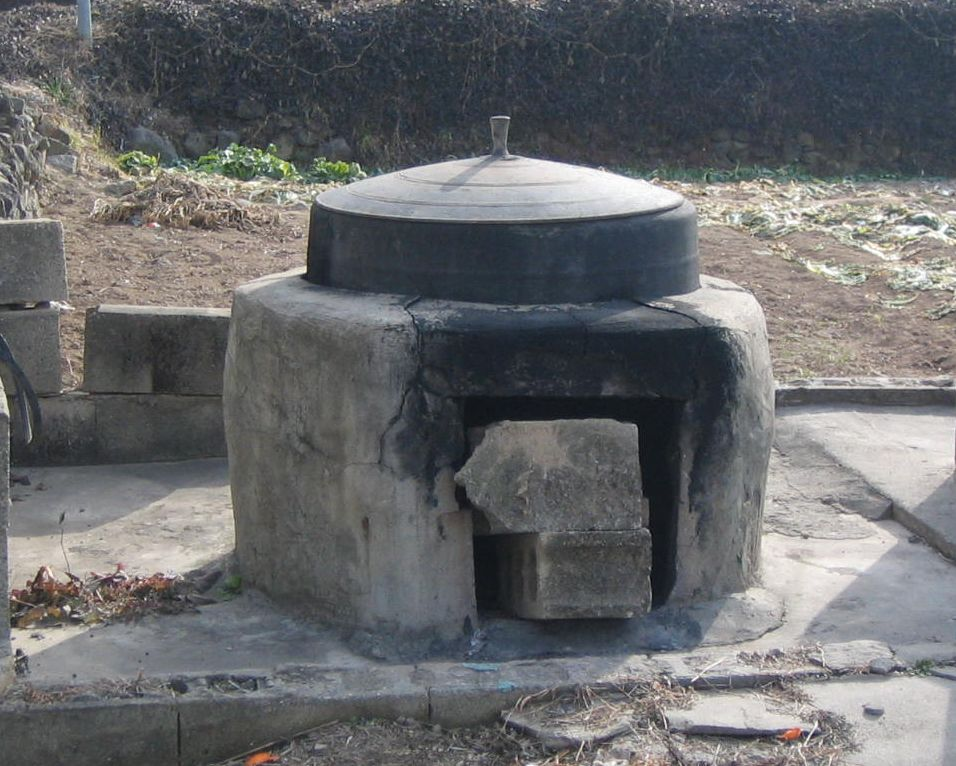
Gamasot : four à riz coréen

Une étude indienne (2006) a quantifié les facteurs d'économie d'énergie dans la cuisson du riz domestique. Sa conclusion est « la cuisson contrôlée » (cuiseur de riz) est la plus économique en énergie dans tous les cas. Le trempage préalable — qui affecte la qualité du riz cuit et réduit ses nutriments — réduisant le temps de cuisson, du point de vue énergétique « la cuisson contrôlée du riz pré-trempé s’avère la meilleure parmi les nombreuses approches étudiées ».

### La torréfaction
La torréfaction du riz doit être mentionnée car pratiquée traditionnellement et aussi industriellement et bien qu'il ne s'agisse pas d'une cuisson au sens propre. Le riz torréfié, anglais roasted rice, japonais 炒り米 (riz rôti), se fait avec tous les riz : blanc, gluant, complet. La torréfaction consiste à chauffer le riz sec, sans corps gras, jusqu'à lui donner une « couleur renard », autrement brun-roux ,. L'utilisation de vapeur à haute température permet de limiter l'oxydation du riz torréfié et de contrôler sa couleur .

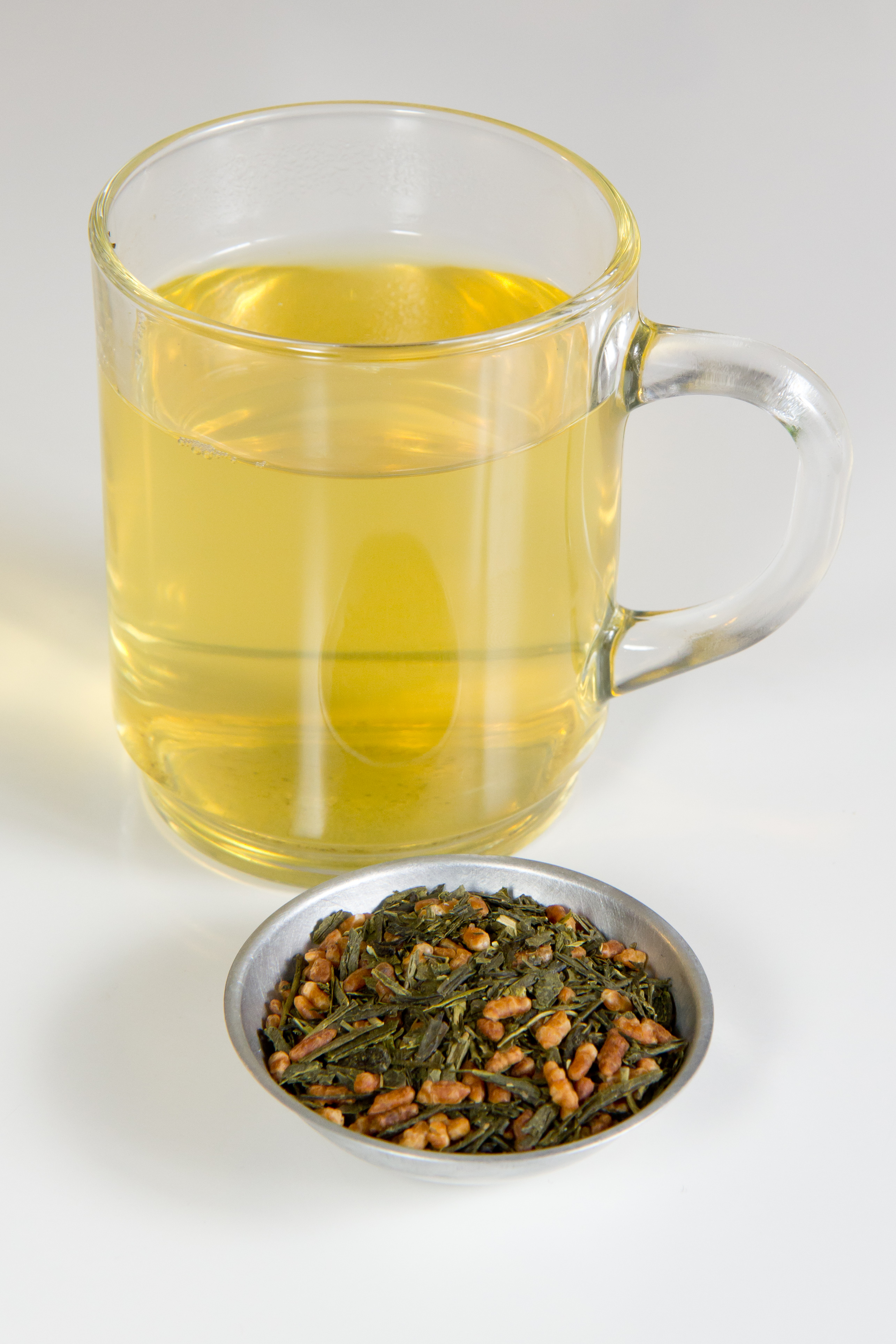
Genmaicha : thé vert et riz torréfié

La torréfaction donne de l'astringence au riz . Il était préconisé en tisane (contre la dysenterie), peut se manger tel quel, se met dans le sel de table pour le tenir sec, et en mélange 50/50 avec du thé vert dans le genmaicha, son infusion donne l'eau de riz coréenne nước gạo lứt rang (eau de riz brun), ou vietnamienne nước gạo rang (eau de riz rôti) ,.

## La cuisson du riz durant la préhistoire

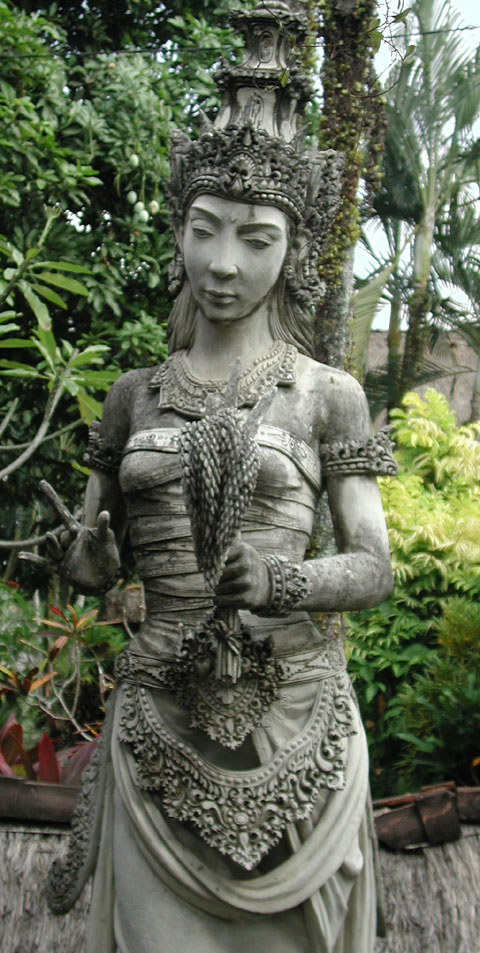
DewiSri déesse indonésienne du riz

Le riz est classé comme une céréale utilisée en grain entier et en bouillie, en Corée il existe des traces de polissage néolithique du riz, et non des céréales à farine (millet, mil, sorgho ou kaoliang) . Au VIIe millénaire av. J.-C., on trouve en Chine des traces de broyage à sec des grains de riz . On suppose que la première manière de cuire ces riz sauvages est la cuisson à la vapeur . De même plus proche de nous pendant la période Yayio au Japon . Des bouillies de riz auraient été les premières recettes .

## Les cuissons du riz à travers le monde

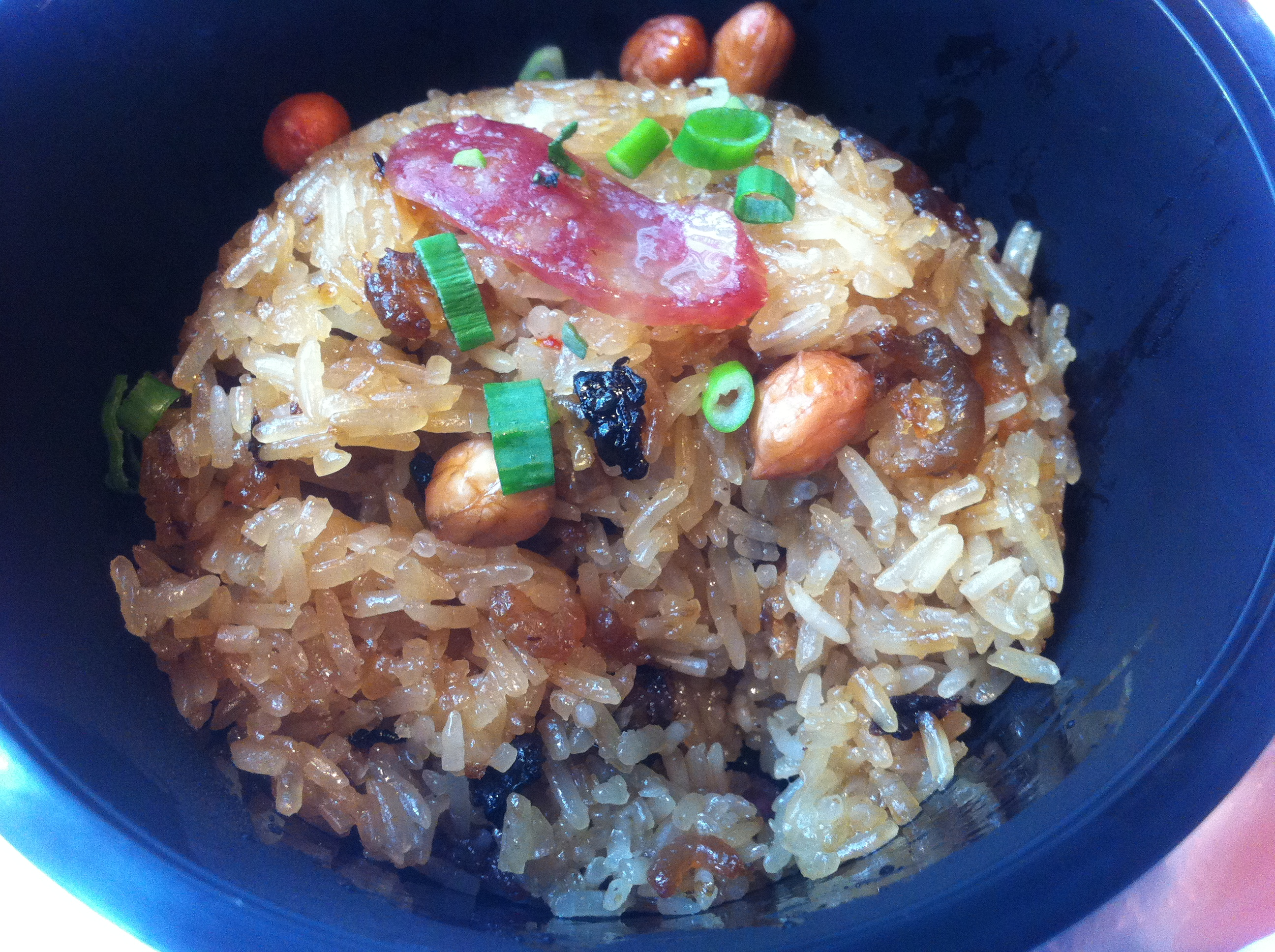
Riz gluant frit

### Asie de l'est
On y préfère traditionnellement le riz blanc cuit dans une fois son volume d'eau (jamais salée) et à couvert . En cocotte en fonte la cuisson démarre par un feu vif, et dès que le couvercle chuinte, le feu est réduit au minimum pour sept minutes. On laisse ensuite reposer 5 à 10 minutes feu éteint, on retire le couvercle et aère le riz fumant avec une spatule, délicatement. Le couvercle est remis pour un nouveau repos de cinq minutes avant de le servir ,. En Chine la cocotte en fonte est donnée pour le meilleur ustensile, le rapport eau/riz préféré est 1,1 d'eau pour 1 de riz, la phase finale de repos se fait couvercle ouvert . Le riz blanc cuit à la cocotte peut ensuite être apprêté, sauté, avec légumes, crustacés, viandes, etc.  
Le riz gluant frit 生炒糯米飯 (Shēng chǎo nuòmǐ fàn) se fait comme une paella après un double trempage .

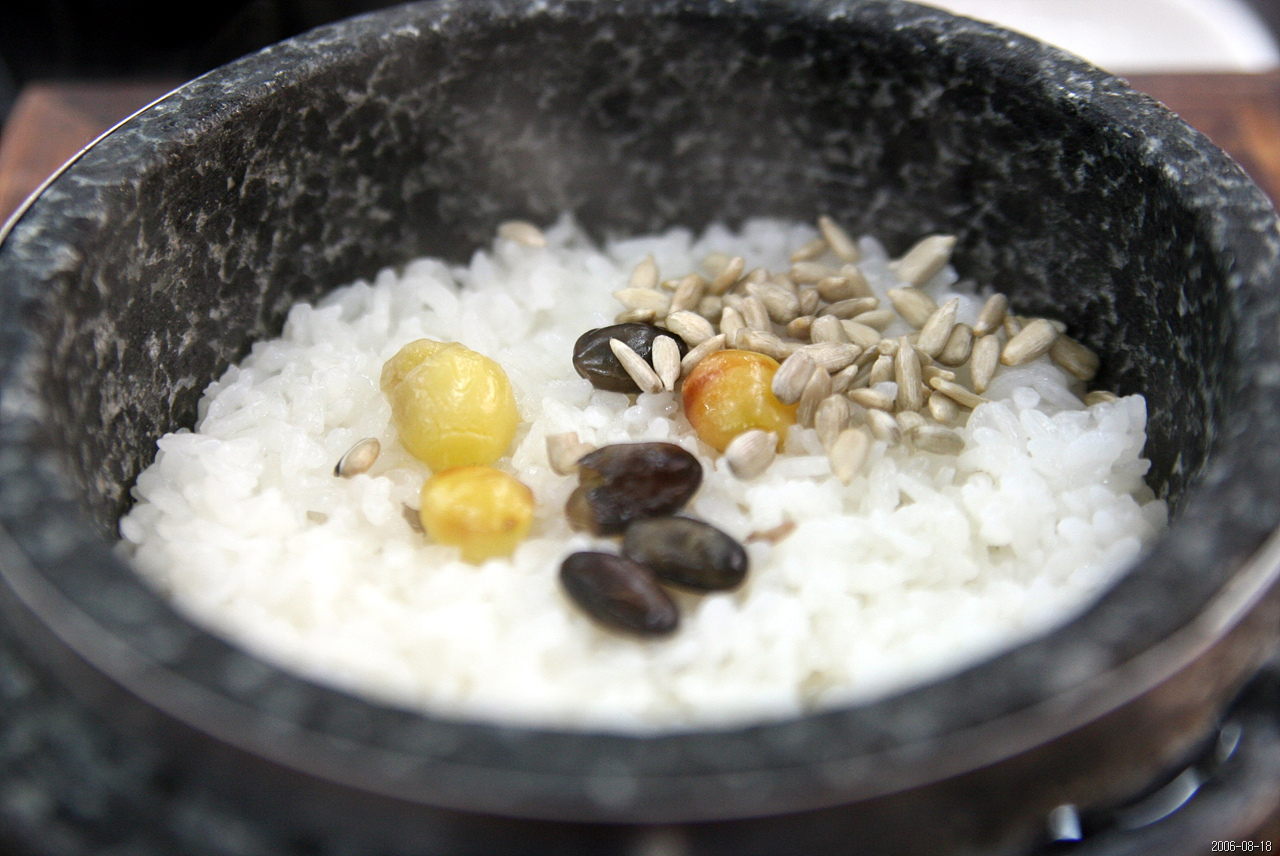
Riz coréen multi-grain cuit dans un dolsot de pierre électrique.

#### Corée
La Corée a une spécialité de riz mélangés qui consiste à cuire le riz, généralement comme soupe de riz, avec d'autres céréales : riz multi-grains 잡곡밥 (japgok-bap) haricots, haricots mungo; haricots rouges, maïs, millet, orge, sarrasin, sorgho... ou riz spécial de délicatesse 별미 밥 (byeolmi-bap) avec armoise, champignons de pin, germes de soja, huîtres, lie de tofu, marrons, œufs, palourdes, pommes de terre, radis . Il s'agit de plats traditionnels cuisinés dans des pots de terre cuite .

### Asie du sud
On y rencontre la cuisson du riz gluant ou riz glutineux qui se cuit souvent à la vapeur dans de feuilles. le riz blanc à l'eau est courant. L'Inde du sud a une grande variété de riz longs (riz rouge du Kérala, riz noir du Chettinadu, et le fameux basmati) . La cuisson à l'indienne consiste à cuire le riz dix-huit minutes dans une eau salée à huit grammes de sel par litre. Le riz est ensuite égoutté et séché dans une serviette chaude . Le riz à la créole est un riz à l'indienne qui est passé au four après égouttage, on ajoute du beurre et des épices au moment de servir . Le riz à la malaise suit le même principe de cuisson à l'eau salée mais il est broyé avant cuisson et cuit très doucement .  
Le riz à l'annamite est un riz cuit à la vapeur d'eau salée justement dosée — exactement 20 minutes . 

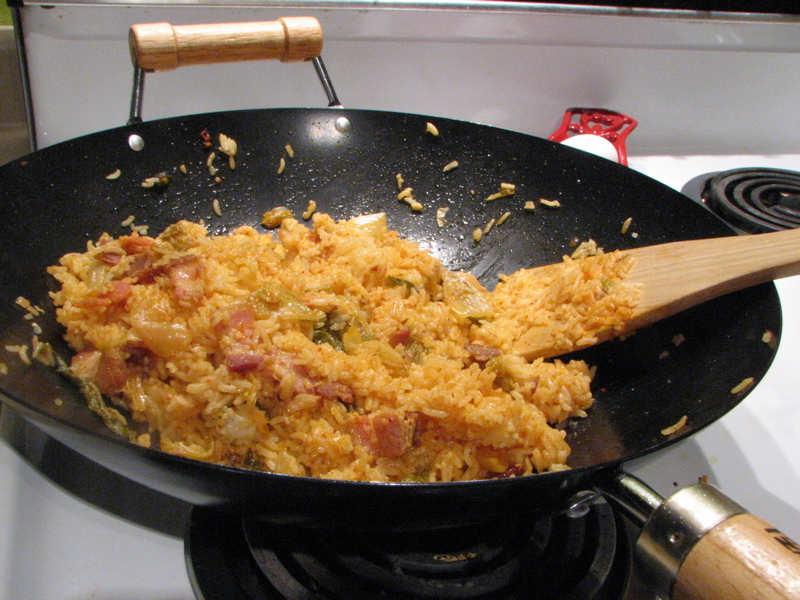
Riz frit (Corée)

#### Le riz frit
Le riz frit (anglais Fried rice) est un riz cuit à court mouillement (à l'eau ou au bouillon de volaille) revenu au wok ou à la poêle avec un corps gras chaud. Il s'agit d'un riz sauté. Il est largement cuisiné du Japon au Sri Lanka le plus souvent pour utiliser les restes de riz cuit à court mouillement. Il s'agit d'un riz sauté et non d'un friture à proprement parler. La friture joue un rôle de finition et non de cuisson, en général le riz est épicé ou enrichi de toutes sortes d'aliments lors de cette étape .

### Asie centrale
Le Plov ou pilaf en ouzbek, du persan polow est le plat de riz de toute l'Asie centrale depuis l'antiquité . Le riz est rissolé dans une matière grasse, souvent du beurre, et généralement de l'oignon jusqu'à ce que les grains soient translucides. On ajoute ensuite de 1,5 à 2,5 volumes d'eau ou de bouillon. On laisse cuire à couvert à feu doux jusqu'à absorption totale du liquide. Le pilaf ou biryani est agrémenté de légumes, de viande et de fruits secs .   

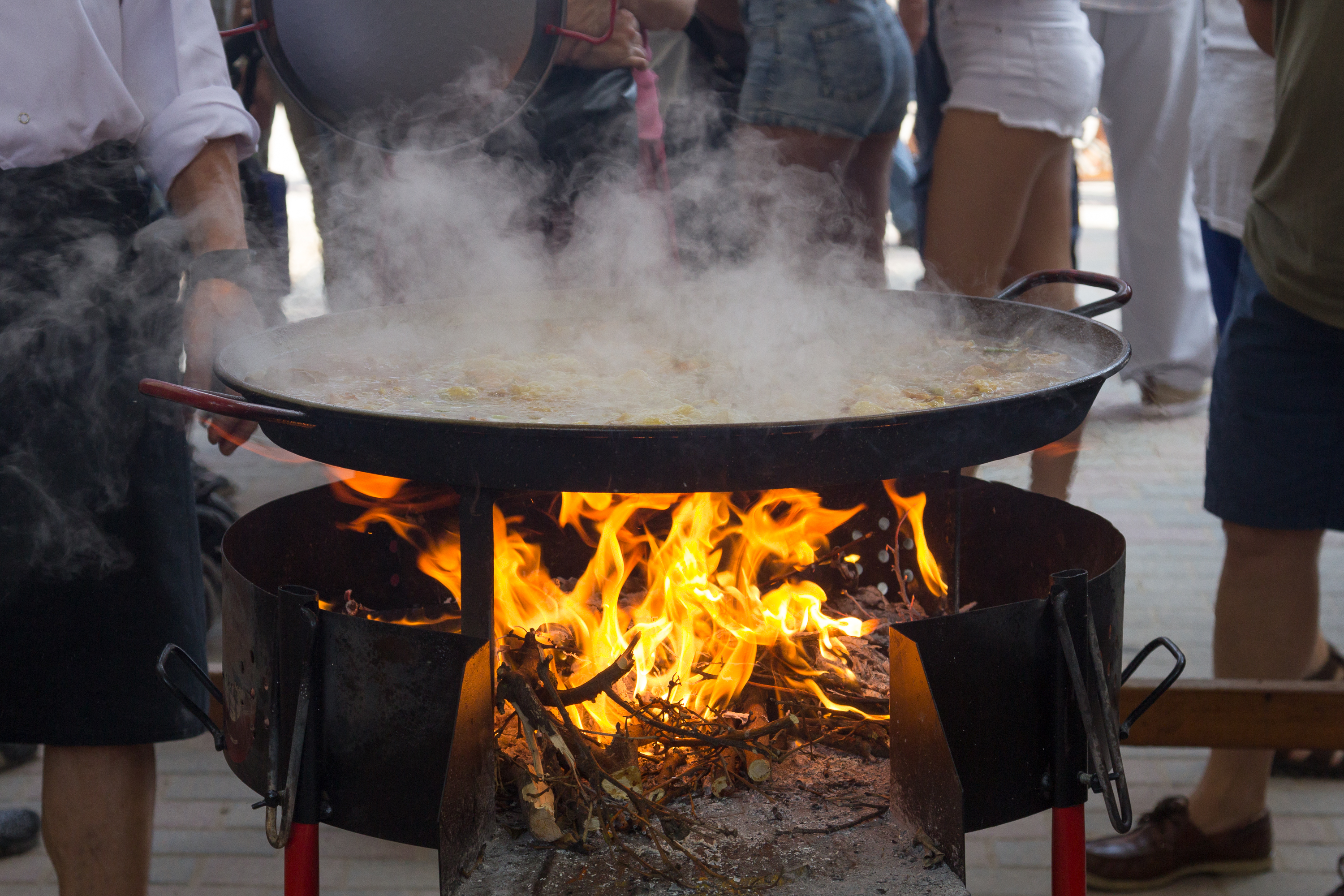
cuisson d'une paella

En Iran, un riz proche du basmati, le tchelo, très parfumé est cuit avec du safran après avoir été mis à renfler deux heures dans une eau salée. Ce riz cuit dans une marmite ou un cuiseur (polo-paz) en cherchant à obtenir une couche dorée croquante le tah dig au fond, sans brûler ni attacher le riz .  

### Europe
Durant l'Antiquité à la suite des conquêtes d'Alexandre le Grand le riz est utilisé comme épaississant . Les arabo-andalous introduisirent la cuisine du riz en Méditerranée mais c'est seulement au XVe siècle que la riziculture commence en Italie . Les recettes médiévales arabes de riz sont souvent sucrées, parfumées à la cannelle et l'eau de rose. Le Moyen Âge méditerranéen aime le riz mufalfal, non collant, il est revenu dans un corps gras (graisse de queue de mouton) puis cuit dans un bouillon de viande (Al-Wuslâ ilâ l-nabib 1192-1262) . Le même auteur donne comme riz réputé : un riz revenu dans de la graisse avec du cumin et de la cannelle, cuit au bouillon servi avec du lait fermenté dont la saveur est extraordinaire . 

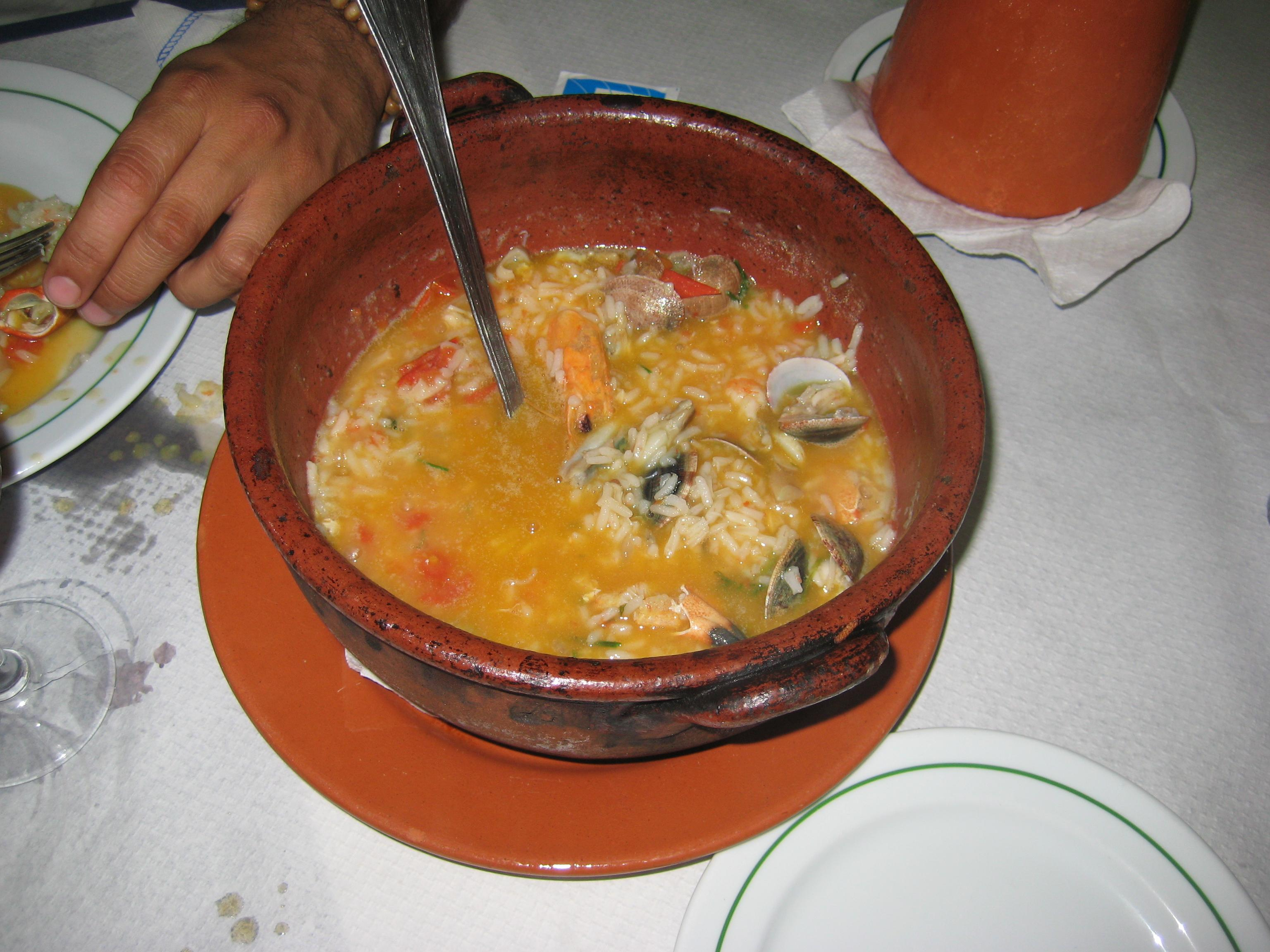
Arroz de marisco (Tavira — Portugal)

Parmi les riz au gras  actuels : En Espagne, dans la paella d'Alicante le riz est revenu dans l'huile d'olive et la paella est colorées au safran. Elle se fait de riz rond, riz bomba. En Italie, le risotto est cuit dans une matière grasse avant ajout d'un bouillon par petites quantités successives. Les riz ronds italiens (arborio, vialone nano, carnaroli) sont spécialement cultivés pour le risotto. Les paella et risotto sont garnis selon les riches traditions locales. Le riz à la grecque (revenu dans l'huile d'olive puis cuit dans un bouillon avec oignon haché, pois, poivron doux et laitue) est une variante qui se sert froid ou chaud .
Au Portugal, où se cultivent des riz longs arroz agulha et des riz ronds japonica carolino, le riz est cuit dans des préparations aromatisées bien liquides, et servi coulant : Arroz malandrinho, il fuit la fourchette comme un voleur . Parmi les arroz les plus appréciés : le riz de canard, le riz de tomate et le riz de lotte . En Bresse et dans le Jura, le riz de la poularde est ajouté à mi-cuisson dans le fond blanc et cuit tout doucement, il est servi avec une sauce suprême .
Le riz gras à la française est un riz long plongé deux minutes dans l'eau salée bouillante, puis égoutté. Il est ensuite mélangé à du beurre et un peu de muscade, et enfin mouillé au bouillon de volaille pour 20 min de cuisson feu modéré (c'est lui qui accompagne les poulardes truffées) .

Les Européens ont également adopté et diffusé une cuisson d'origine indienne : le riz au lait, riz mijoté dans du lait sucré aromatisé. Le chef belge Philippe Cauderlier est l'inventeur d'un soufflé au riz au lait .

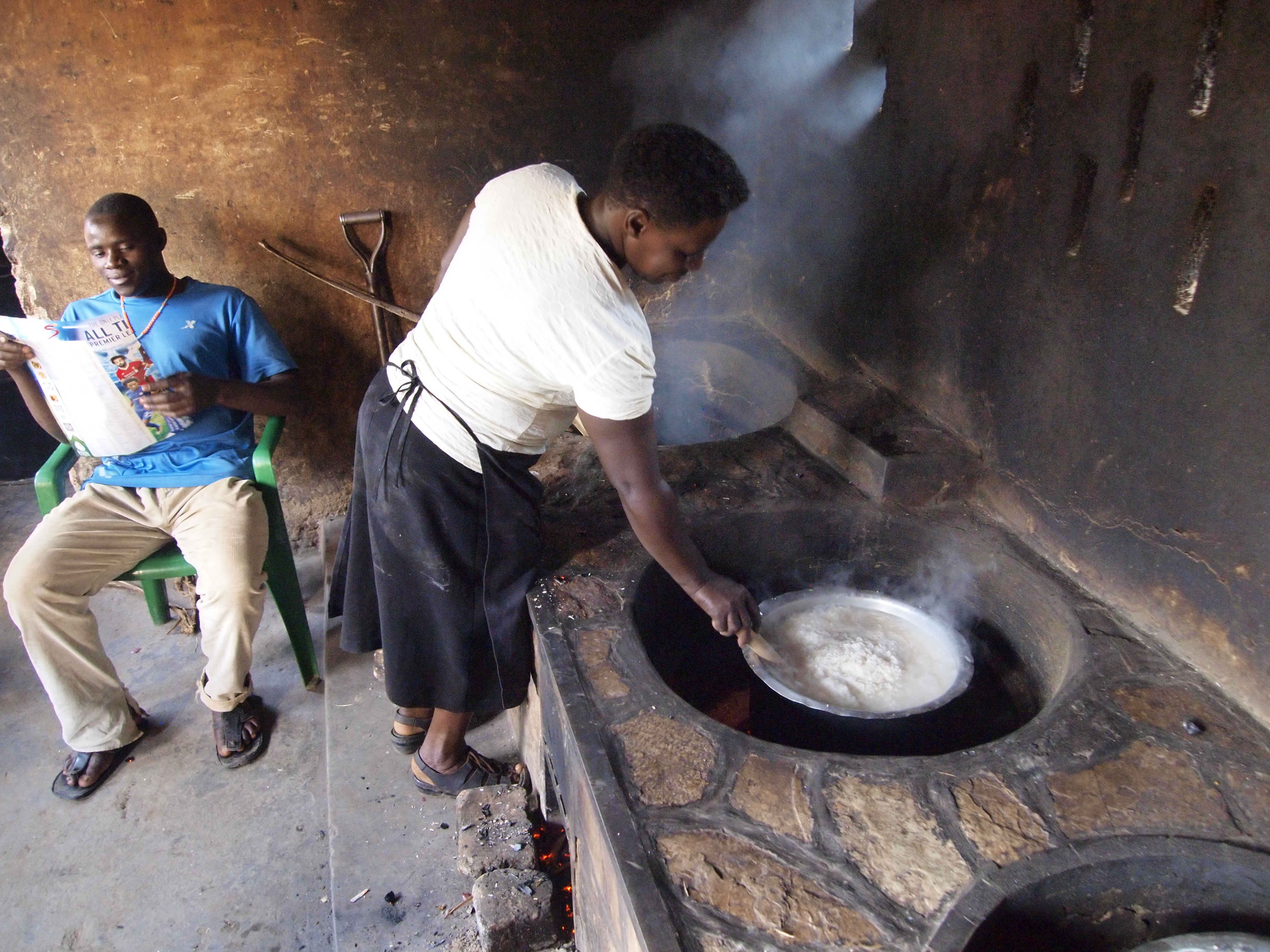
cuisson du riz et lecture du journal

### Afrique
En Afrique du Nord, le riz au lait fermenté est une cuisson mixte : beaucoup d'eau et de l'huile .
Au Tchad, ajîne zarga est une pâte de riz moulu sucrée caramélisée cuite quatre heures, et tamseere un beignet de riz cuit mélangé à farine, sucre et levure ,. Au Maghreb, les potages de riz avec divers légumes sont une utilisation du riz comme épaississant, le riz cuit au couscoussier donne un couscous de riz ,. L'excellent riz au lait aux dattes est cuit à la casserole, puis mis à reposer au froid .

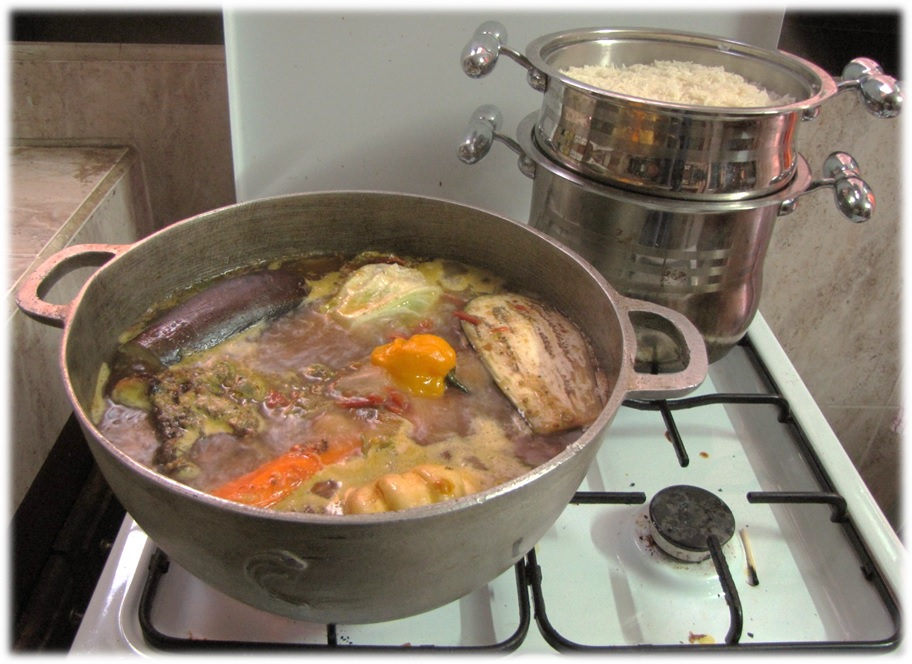
Pré-cuisson du riz brisé à la vapeur dans la préparation du Thiéboudiène

En Afrique de l'ouest le riz wolof est un riz brisé cuit vingt minutes dans une sauce à base d'ail, tomates, et piment souvent avec du poulet avec mouillements successifs à texture proche d'une paella . Le thiéboudiène (ceebu jën, en wolof riz au poisson, et terme retenu par l'Unesco) sénégalais se fait dans un faitout dans lequel on cuit successivement un fond aromatique (huile, tomate, oignon), de nombreux légumes, du poisson frais (et/ou salé séché guédj, guédji ou guédié) mérou (thiof), dorade, mulet, lotte, aromatisé ou farci (ail, persil, piment) et enfin des gombos et le riz doucement mijotés dans le bouillon des cuissons précédentes,. Les brisures de riz peuvent être précuites à la vapeur et la recette suit un protocole précis. Ce plat complet servi avec une sauce relevée est adopté au Bénin, au Togo et en Côte d’Ivoire: Tiep bou diêm ou Tchèp,, il est qualifié par Pierre Jacquemot de bonne illustration du métissage des cultures alimentaire de par la diversité des provenances de ses composants.
À Madagascar, le riz mou est cuit dans quatre fois son volume d'eau et servi épais dans son jus (vary sosoa) . Quand le riz cuit à court mouillement (vary maina) jusqu'à formation d'une croûte (vary ampangoro) est servi, la marmite est remise sur le feu avec le reste de riz et on verse de l'eau dès l'odeur de brûlé, ce jus de déglaçage est désaltérant (ranon'ampango ou ranovola) ,. 

### Amérique
Les riz américains sont commercialisés étuvés, autrement dit à cuisson courte et qui ne colle pas .

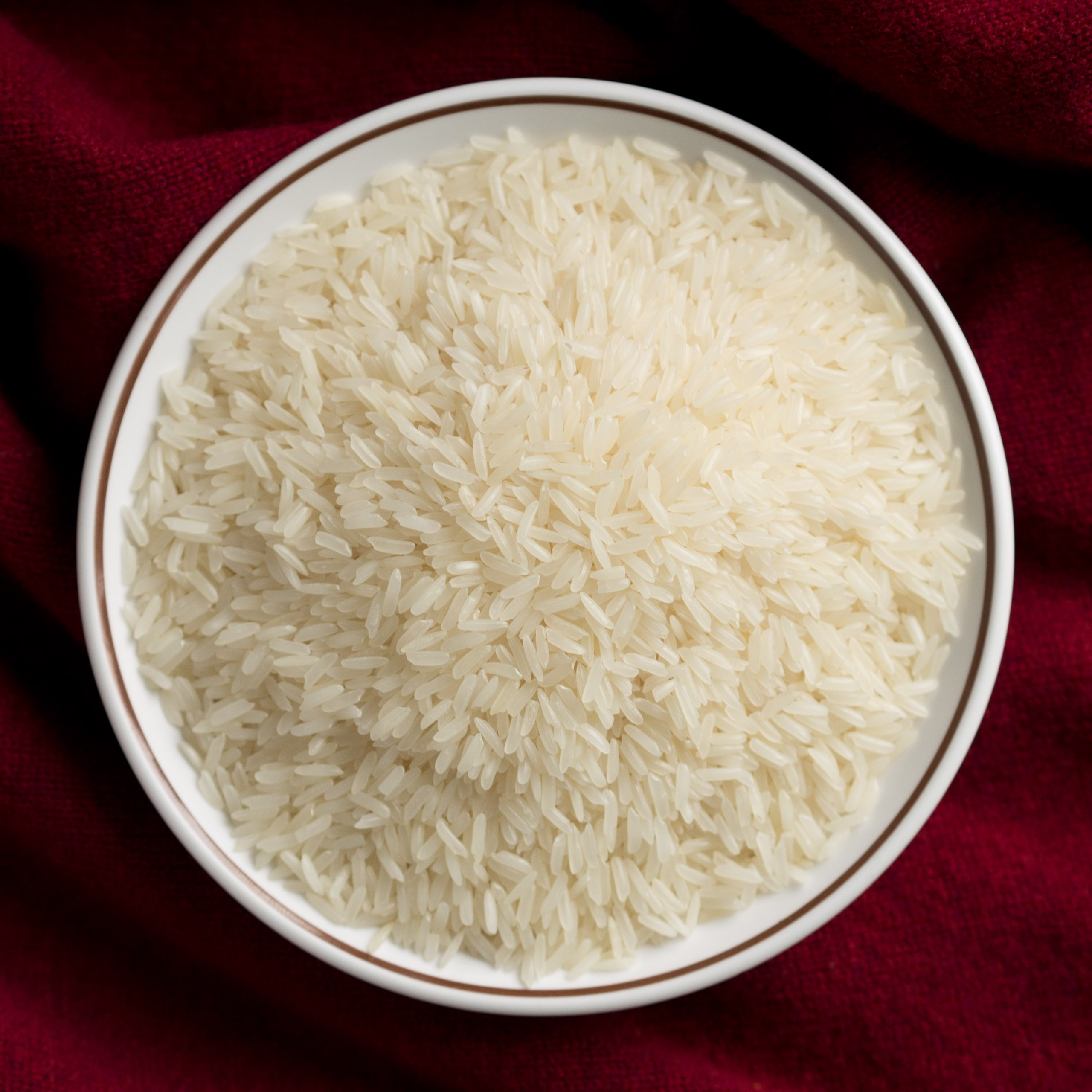
Le riz au jasmin (riz pandan en Indonésie) a un arôme naturel de jasmin.

## Les cuissons des différents riz

### Les riz aromatisés
Le riz au jasmin est un riz long grain parfumé thaï qui après lavage se cuit à l'eau ou au lait de coco avec une feuille de combava ,,.

Le kicheri est une pâte de longue conservation consommée en Inde et faite de cuit dans très peu d'eau, mélangé avec des lentilles ou des féverolles, épicé puis pressé et séché.

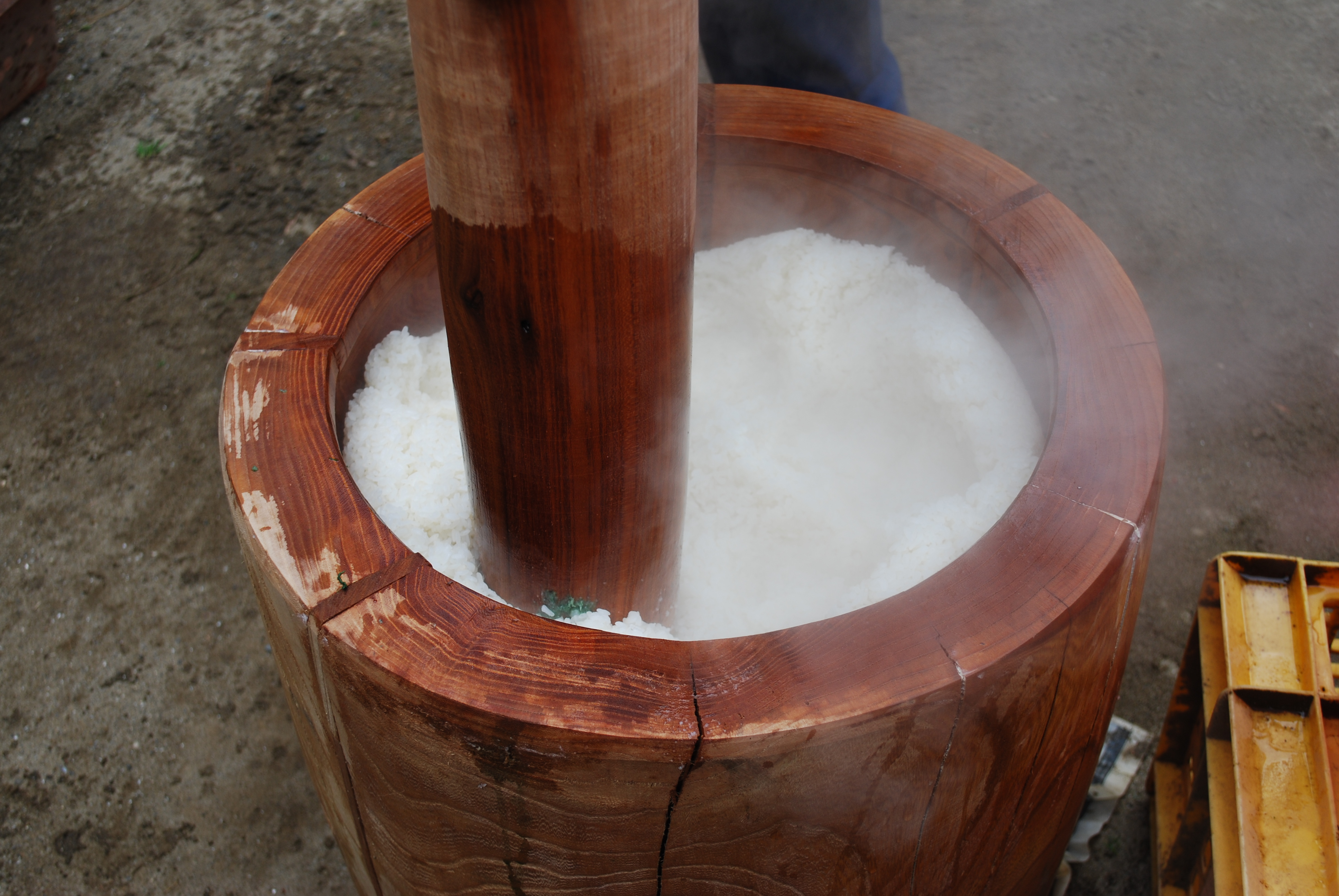
Riz gluant cuit à la vapeur pour faire des mochi (Japon)

### Le riz glutineux
La cuisson à la vapeur est la meilleure façon de cuire le riz glutineux (souvent soft rice sur les cuiseurs à riz) . Au Laos le riz glutineux est lavé à 2 ou 3 eaux et mis à tremper une nuit (6 h). Après égouttage placer le riz dans un panier de vannerie en faisant un puits au milieu du riz pour que la vapeur circule, placer sur la marmite d'eau bouillante. Cuire 30 min (la durée de cuisson dépend de l'âge du riz, pour un riz vieux compter 40 min). en retournant la masse de riz à mi-cuisson. Démouler, émietter et aérer le riz à la spatule. Certains cuisent avec couvercle, d'autres sans .
Le riz glutineux peut être fermenté 24 à 48 h. après cuisson et ensemencement avec un ferment de saccharification. Il est alors moelleux, aigrelet et rafraîchissant ,.

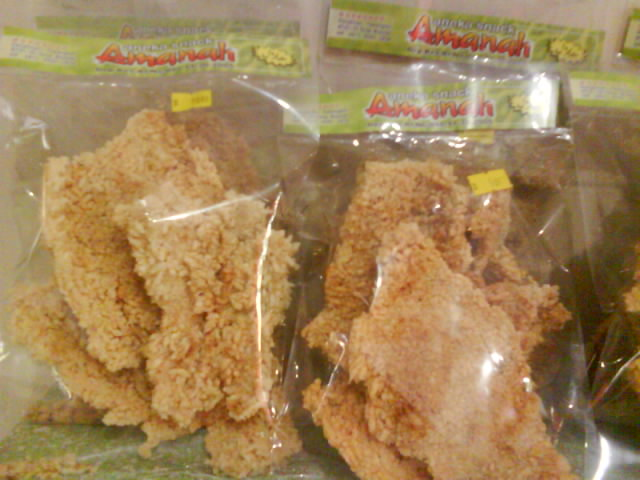
Croûte de riz séchée et frite consommée comme un biscuit (Java)

### La croûte de riz
La partie du riz en contact avec le récipient de cuisson traditionnel dessèche et colore en fin de cuisson. Elle est appréciée partout pour son croquant et son goût. L'art de la cuisson du riz blanc est d'obtenir ce début de torréfaction superficielle au fond du pot sans altérer le parfum du riz ni sa couleur. On obtient la croûte de riz bien cuite du riz porto-ricain en donnant une minute de feu fort 5 minutes avant la fin de cuisson, puis on termine feu coupé .   
Cette croûte détachée du pot, est successivement séchée et frite à Java pour être consommée comme un biscuit. De même en Corée où on la laisse torréfier et où on la consomme aussi dans un bouillon 누룽지 (nulungji) .   
La température de cuisson des cuiseurs à riz ne permet pas la formation d'une croûte de riz, sauf cuiseur à riz prévoyant cette option, en japonais お焦げん (Okogen) .

### Le riz comme liant: Crème de riz, potages, veloutés,mhalbi.
La crème de riz considérée comme légère et digeste est à l'origine une médecine . Hugues Maret (1779) donne la recette de crème de riz pour les malades « Prenez 2 onces de riz (55 g.), lavez-le & faites le cuire dans 3 bouteilles d'eau (2.2 l), réduites à 2 (1.5 l); sur la fin de la cuisson, ajoutez beurre frais (30 g), sel ou sucre, suivant le goût du malade » . Escoffier fait bouillir son riz dans de l'eau ou dans du lait . 
Cette crème — qui peut aussi se faire de farine de riz — est une liaison des potages, bisques etc. ,. Escoffier blanchi du riz long à l'eau salée puis le cuit dans 2 fois son volume d'eau pendant 20 min. C'est ce riz cuit qu'il ajoute aux consommés, soupes, etc. son velouté à la crème de riz est un bouillon lié avec ce riz cuit de la crème et des jaunes d’œufs (de nos jours la liaison se fait au mixeur) .
Côté sucré, le mhalbi, crème de riz maghrébine, le المهلبية (mhallabiyé) aux pistaches libanais et syrien se font de farine de riz, de sucre et de lait cuits aromatisés d'eau de fleur d'oranger, elle entre comme garniture des bastellas .

### L'eau de riz (boisson)
Cette boisson est obtenue en faisant cuire 75 g. de riz par litre d'eau pendant 30 min. L'eau de cuisson passée est sucrée (60 g. par litre) et additionnée de quelques tranches d'agrume est servie fraîche. « Très agréable à boire pendant les fortes chaleurs » .

## Anthologie
- Paule Vani : « Quelques gouttes de jus de citron ajoutées à l'eau de cuisson du riz lui permettront de garder sa blancheur appétissante ». Almanach de Madame Truc : mille et une astuces pour tous les jours de l'année — 1983 [135]
- Cécile Pirou : « L'eau de trempage (10 à 15 minutes avant cuisson) ou l'eau de cuisson du riz bio, par l'amidon qu'elle contient, augmente également le volume de vos cheveux ! ». Des cheveux en pleine santé: 25 trucs et astuces de grand-mère — 2015 [136].